# Timothy Rogers
Timothy Rogers (1658-1728) est un ministre anglais non-conformiste, connu comme un auteur sur la dépression en tant que victime.

## Biographie
Fils de John Rogers (1610-1680), il est né à Barnard Castle, dans le comté de Durham, le 24 mai 1658. Il fait ses études à l'Université de Glasgow, où il s'inscrit en 1673, puis étudie auprès d'Edward Veal à Wapping.
Rogers commence sa carrière dans le ministère dissident en tant que conférencier du soir à Crosby Square, Bishopsgate. Quelque temps après 1682, il est atteint d'une forme d'hypocondrie, dont il se remet en 1690, puis devient l'assistant de John Shower. Shower est alors ministre de la congrégation presbytérienne de la rue Jewin, et déménage en 1701 à l'Old Jewry Meeting-house. L'hypocondrie de Rogers revient et, en 1707, il quitte le ministère. William Ashhurst et Thomas Lane, deux personnalités politiques Whig de Londres, aident Rogers dans son état, désormais identifié comme une forme de dépression clinique, et la congrégation Old Jewry lui donne une pension.
Se retirant à Wantage, Berkshire, Rogers y meurt en novembre 1728, il est enterré dans le cimetière de l'église le 29 novembre.

## Travaux
Rogers publie :
- Discours pratiques sur la maladie et le rétablissement, 1690.
- Un discours concernant ... la maladie de la mélancolie ; en trois parties, 1691 ; 2e éd. 1706 ; 3e éd. 1808, (avec vie par Walter Wilson) [1].
- Le caractère d'une bonne femme, à la fois célibataire et mariée (1697) [2]

Rogers écrit une préface aux œuvres de Thomas Gouge le Jeune (1665 ?-1700). Il prononce des sermons funéraires pour Robert Linager (1682), Anthony Dunswell (1692), Edmund Hill (1692), Edward Rede (1694), M. Hasselborn (1696) et Elizabeth Dunton (1697) .
Le personnage de Rogers, The Character of a Good Woman, Both in a Single and Married State (1697) est un exemple du genre manuel qui est populaire à la fin du XVIIe siècle en Angleterre. Contrairement aux travaux antérieurs qui identifient la modestie, l'humilité et l'honnêteté comme l'antidote aux déficiences naturelles perçues par les femmes, Rogers les décrit comme des qualités inhérentes aux femmes qui peuvent être cultivées afin d'atténuer la vanité inculquée par la vie sociale. Plutôt que de caractériser les femmes comme étant plus sujettes à la corruption, ou ayant plus besoin de salut que les hommes, The Character of a Good Woman décrit la femme comme « généralement plus sérieuse que les hommes... [et] aussi bien au-delà dans les leçons Dévotion que dans le accordable et la douceur de votre voix." .